# 蒙沙尔
蒙沙尔，是马耳他的市镇，位于戈佐岛南岸。市镇面积为2.8平方公里，2014年人口数量为1,454人。